# Alba Posse

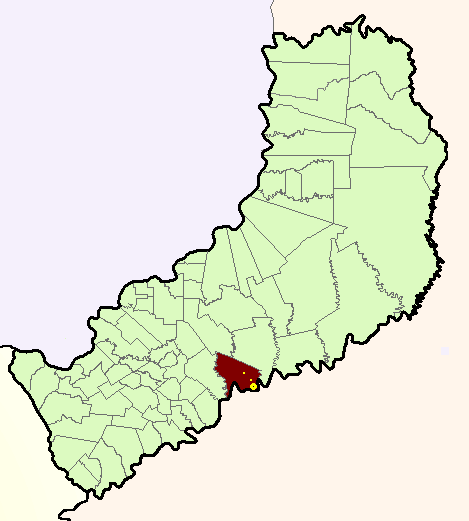
Municipi d'Alba Posse a la Província de Misiones; els punts petits representen les localitats de Santa Rita (sud) i San Francisco de Asís (nord).

Alba Posse és una localitat i municipi de l'Argentina, capçalera del departament de 25 de Mayo, a la província de Misiones.
La ciutat es localitza a la vora del Riu Uruguai, enfront de la localitat brasilera de Porto Mauá, a la qual es pot arribar a través de serveis de llanxes. Actualment hi ha un projecte que planeja construir un pont per facilitar la comunicació entre els dos països.
S'hi accedeix a través de la Ruta Provincial 103, la qual al seu torn es comunica amb la Ruta Nacional 14 (Argentina).
S'hi conrea mandioca, tabac, cítrics, tè, plantes aromàtiques, a més d'explotació forestal, i cria d'animals bovins i porcins.
El nom és degut al seu fundador, l'enginyer agrònom Rodolfo Alba Posse.